# 앰버밸리

앰버밸리의 위치

앰버밸리(영어: Amber Valley)는 잉글랜드 더비셔주에 위치한 비도시 자치구로 중심 도시는 리플리이며 인구는 123,942명(2014년 기준), 면적은 265.4km2이다.